# Pobenhausen
Pobenhausen ist ein Ortsteil der Gemeinde Karlskron und eine Gemarkung im oberbayerischen Landkreis Neuburg-Schrobenhausen.

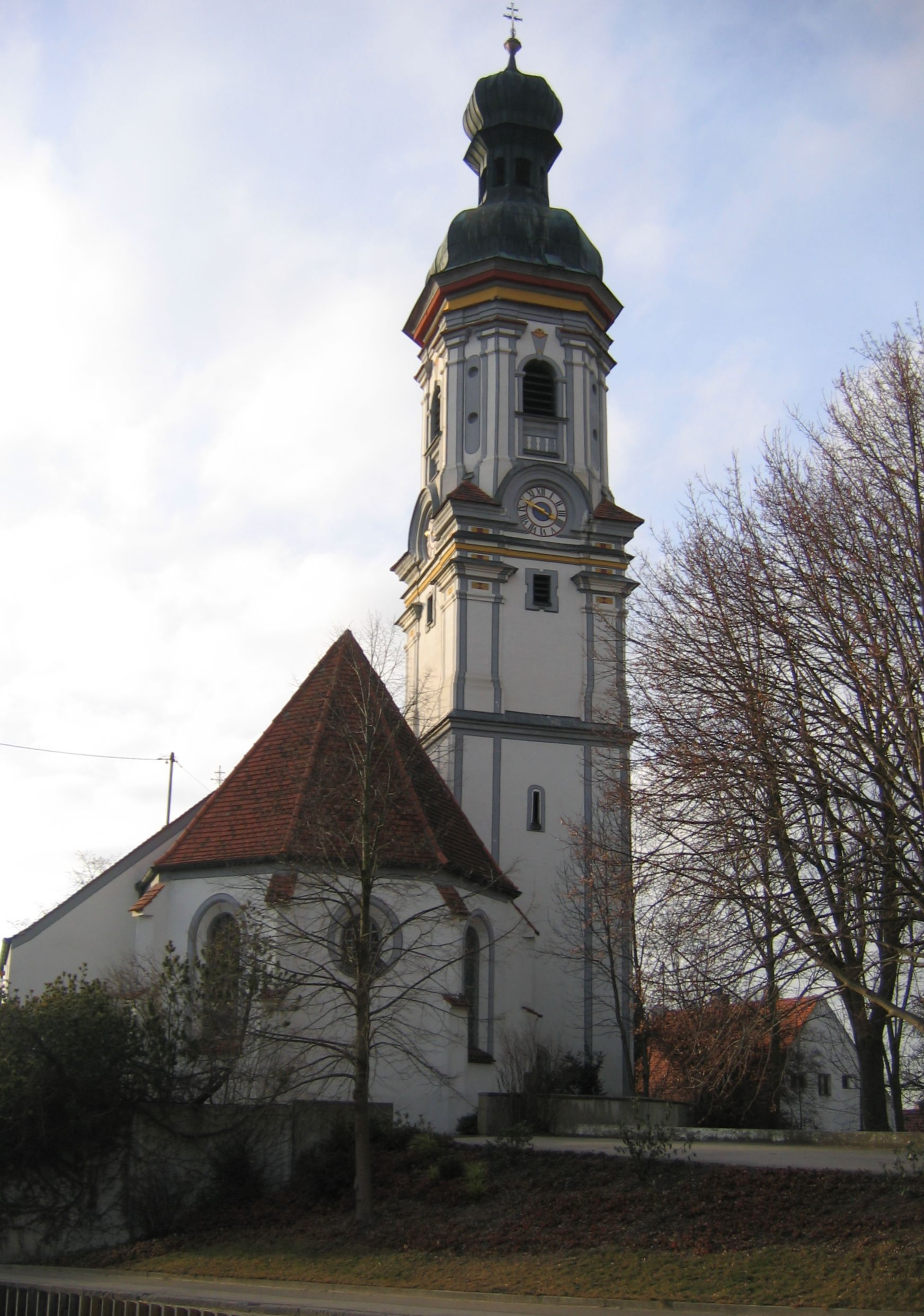
Die Kirche St. Quirinus mit dem mächtigen Turm

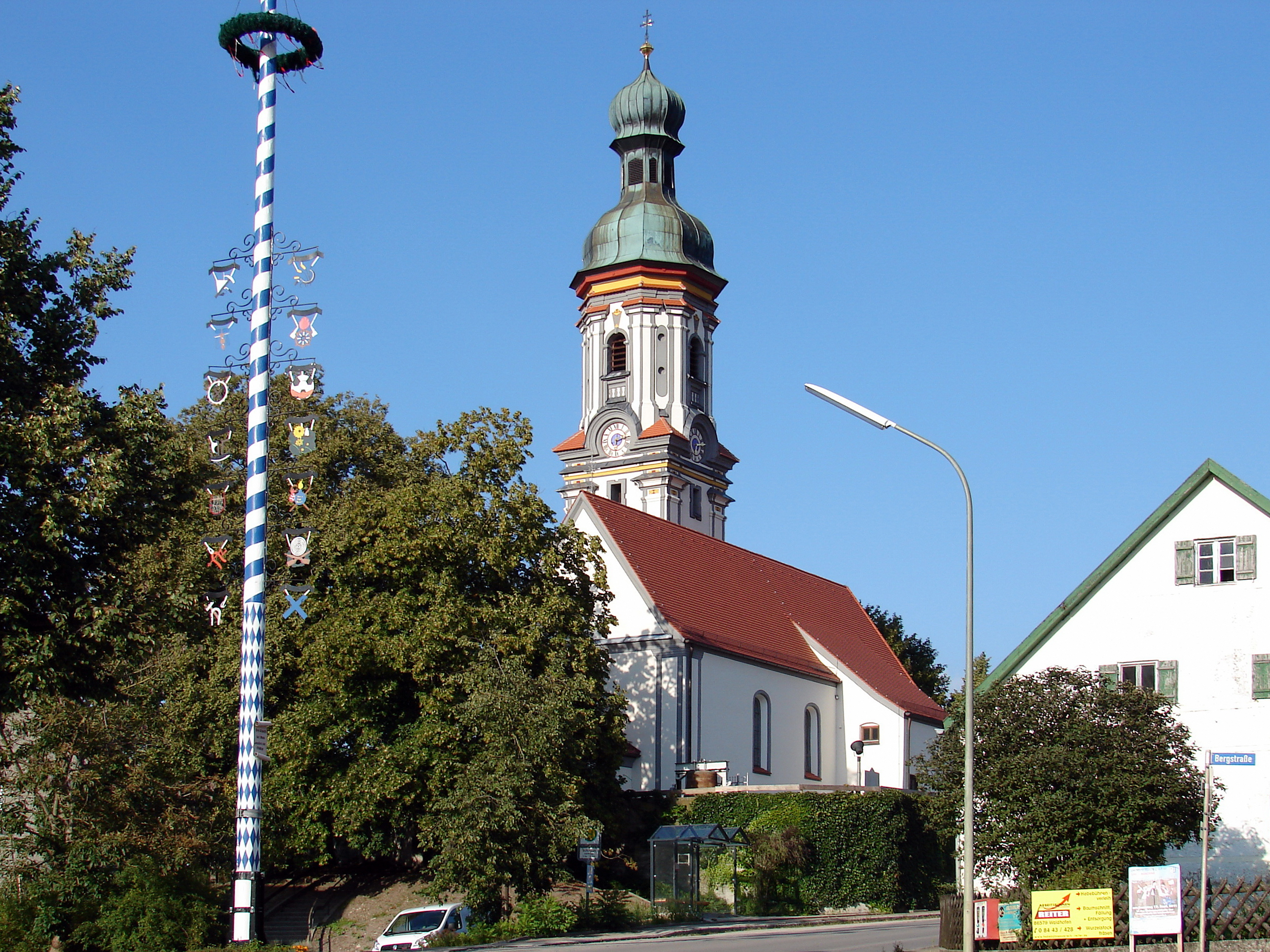
St. Quirinus in Pobenhausen

## Geografie
Das Pfarrdorf Pobenhausen liegt am südlichen Rand zum Donaumoos. Zur Kreisstadt Neuburg an der Donau sind es 20, nach Ingolstadt 15 Kilometer. Pobenhausen liegt auf sandigem Boden im Spargel-Anbaugebiet Schrobenhausen.

## Geschichte
Der Ort wurde bereits um 900 das erste Mal urkundlich erwähnt. Er gehörte damals zu den Wirtschaftsgütern des Klosters Tegernsee. Die katholische Pfarrkirche, im Zentrum des Ortes gelegen, ist wie die einstige Tegernseer Abteikirche dem Heiligen Quirinus geweiht. Herzog Arnulf (907–937) beendete durch Säkularisation zur Aufstellung eines Reiterheeres gegen die Ungarn die Verbindung nach Tegernsee. Von 1377 bis 1848 gehörte das Dorf zur Hofmark Niederarnbach, die 1665 von den Freiherren von Pfetten erworben worden war. Das Kirchenpatronat besaß die Zisterzienserinnenabtei Niederschönenfeld von 1361 bis 1803.
Südlich des Ortes befindet sich der Kalvarienberg, der traditionell am Pfingstmontag das Ziel von Wallfahrern ist. 
Die Wallfahrt auf dem Kalvarienberg geht ersten urkundlichen Erwähnungen nach bis zurück ins Jahr 1764 und fand traditionell immer am Pfingstmontag einen ihrer Höhepunkte. Unterbrochen durch die Kriegsjahre wird hier auf dem heiligen Berg gefeiert. Mit Pater Rupert Mayer war 1933 auch ein inzwischen seliggesprochener Geistlicher Festprediger. 
Erste Legenden um den Heiligen Berg in Pobenhausen gehen zurück bis ins Jahr 1668. Die Legende besagt, dass zwei etwa 18 Jahre alte Mädchen aus Pobenhausen auf den damals noch Geisberg heißenden Kalvarienberg gingen, um Gras zu schneiden. Margaretha Seydelmeyer – eine der beiden – hatte eine Erscheinung, sah ein schönes Kindlein mit einem Lämmlein, das von Wölfen verfolgt wurde. 1688 ließ Pfarrer Holzapfel dort zwei Holzkreuze errichten. Drei Jahre später war dann die Grundsteinlegung der Wallfahrtskirche mit drei Altären, der drei weitere Jahre später fertiggestellt wurde. Das Vesperbild der schmerzhaften Muttergottes geht auf das Jahr 1698 zurück. 1988 wurde in Pobenhausen das 300-jährige Bergjubiläum gefeiert.
Noch in der heutigen Zeit ist die Woche vom Pfingstmontag bis zum Dreifaltigkeitssonntag die Hauptzeit der Wallfahrer. Diese pilgern aus den umliegenden Gemeinden zu Fuß nach Pobenhausen. Bei den Jugendlichen hat sich das Fest Christi Himmelfahrt als Tag der Wallfahrt auf dem Kalvarienberg eingependelt.
Die ehemals selbständige Gemeinde im 1972 aufgelösten Landkreis Schrobenhausen, zuletzt im Landkreis Neuburg-Schrobenhausen, wurde zum 1. Mai 1978 im Zuge der Gemeindegebietsreform in Bayern nach Karlskron eingemeindet. Sie umfasste knapp 783 Hektar und es gab außer dem Pfarrdorf Pobenhausen keine weiteren Gemeindeteile.

## Baudenkmäler
→ Liste der Baudenkmäler in Pobenhausen

## Verkehrsanbindung
Das Dorf liegt am Schnittpunkt der Staatsstraße 2044 zwischen Schrobenhausen (15 km) und der Bundesstraße 16 bei Ingolstadt-Zuchering (15 km) sowie der Staatsstraße 2048 (zwischen Lichtenau und Freinhausen). Der Bahnhof Pobenhausen an der Paartalbahn, gelegen im benachbarten Probfeld, ist stillgelegt.